# Charles Ier (duc de Savoie)
Pour les articles homonymes, voir Charles Ier.
Charles Ier, dit le Guerrier, né à Carignan le 29 mars 1468, mort à Pignerol le 13 mars 1490, est un duc de Savoie (1482-1490), prince de Piémont (1482-1490), roi titulaire de Jérusalem et de Chypre (1485-1490 et par mariage marquis de Saluces (1487-1490).

## Biographie

### Origines
Charles est le fils du duc de Savoie, prince de Piémont, Amédée IX, et de Yolande de France. Il est le frère de Philibert, à la mort duquel il monte sur le trône de l'État Piémontais, à l'âge de 14 ans.

### Règne
Charles commence son règne sous la tutelle de son oncle Philippe Sans Terre, comte de Bresse et il a des difficultés à s'émanciper. Louis XI, un autre de ses oncles, se considère alors comme son précepteur, l'amène à la cour de France et place l'évêque de Genève comme régent des états savoyards : Philippe tentera en vain d'obtenir le vicariat du Piémont.
À la mort de Louis XI, en 1483, Charles retourne dans son pays natal pour enfin pouvoir gouverner. Il épouse ensuite Blanche de Monferrat. À son avènement, les habitants de Yenne lui font acte de fidélité. Malgré son jeune âge, il fait preuve de fermeté et de détermination : déterminé à rétablir l'ordre dans un Piémont dominé par l'oppression des barons et seigneurs féodaux (qui avaient eu l'occasion d'exercer leur pouvoir dans les moments de crise suivant d'Amédée IX de Savoie), Charles Ier a su plier à sa volonté les rébellions et les abus.
En 1485, il rachète à sa tante Charlotte de Lusignan ses droits sur Chypre et Jérusalem et en devient roi titulaire, acte validé par le pape Innocent VIII.
En 1487, il déclare la guerre au marquisat de Saluces et conquiert Carmagnole, l'une des principales villes du petit marquisat. Lorsqu'il assiège finalement la ville de Saluces, le marquis Ludovic II est contraint de se rendre et de rendre hommage au jeune duc de Savoie, qui annexa, quoique pour une courte période, les possessions des seigneurs à ses domaines.
En 1488, il est reçu chanoine-comte d'honneur, au sein du Chapitre de Saint-Jean de Lyon.

### Mort
La guerre remportée, il retourne sur ses terres. Après un banquet, le jeune duc et quelques invités tombent malades. Des rumeurs d'empoissonnement circulent, certains accusant le marquis de Saluces.
Charles Ier meurt en 1490. Son corps est inhumé dans l'ancienne église des Franciscains de la ville de Pignerol (Piémont) ; plus tard, le corps sera déplacé et enterré dans une chapelle de la cathédrale de Verceil, où il se trouve encore aujourd'hui.

## Filiation

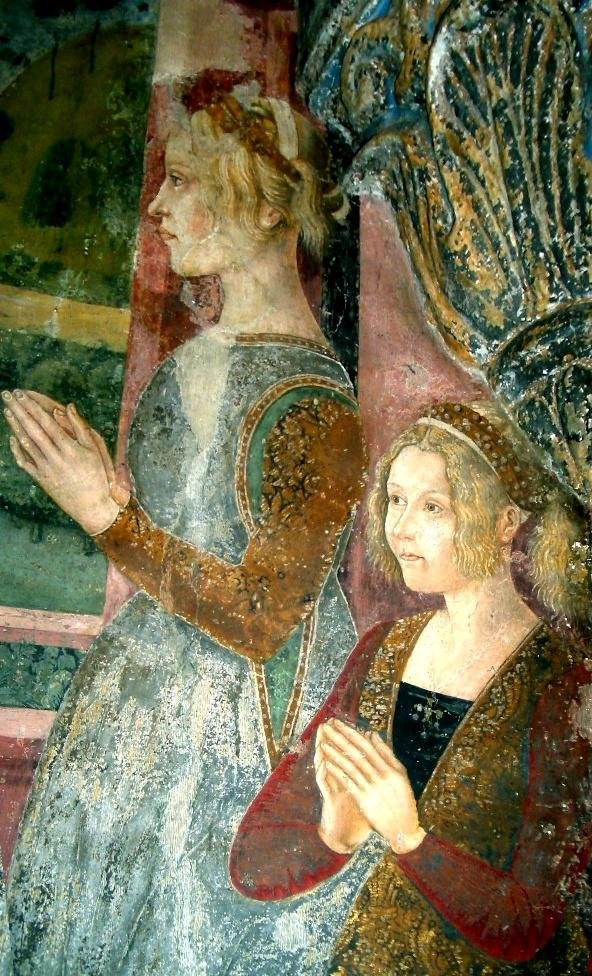
Blanche de Montferrat (à gauche) auprès de sa jeune sœur Jeanne (Giovanna), Mont Sacré de Crea.

### Famille
Charles épouse le 1er avril 1485 Blanche de Montferrat (1472-1519), fille de Guillaume VIII, marquis de Montferrat et d'Élisabeth Sforza. Ils ont :
- Yolande (1487-1499), mariée (1496) à son cousin Philibert II (1480-1504), duc de Savoie l'année suivante.
- Charles-Jean-Amédée (1489-1496), duc de Savoie.